# Mikulov v Krušných horách
Mikulov (deutsch Niklasberg) ist eine Gemeinde im Ústecký kraj in Tschechien.

## Geographie

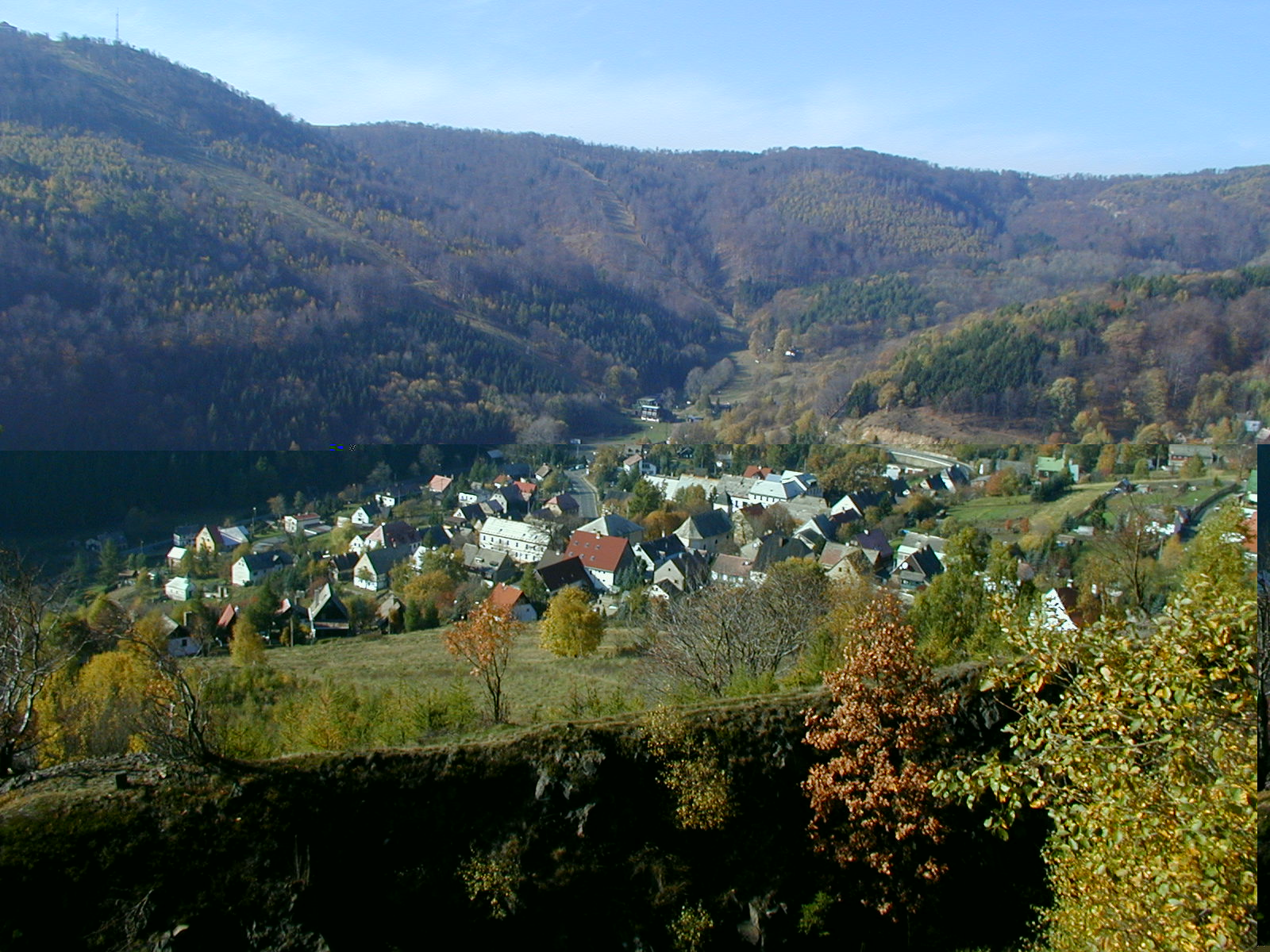
Ortschaft und Umgebung vom Stürmer aus gesehen

### Lage
Die Ortschaft liegt in Nordböhmen in 595 m n.m. Höhe an der Südabdachung des Erzgebirges, etwa 14 km nordwestlich von Teplice (Teplitz) an der Alten Freiberg-Teplitzer Poststraße zwischen Moldava (Moldau) auf dem Kamm und Hrob (Klostergrab) am Fuß des Erzgebirges. Im Nordosten erhebt sich mit 909 m der zweithöchste Berg des Osterzgebirges, der Pramenáč (Bornhauberg) und im Westen der 869 m hohe Bouřňák (Stürmer).

### Gemeindegliederung
Für die Gemeinde Mikulov sind keine Ortsteile ausgewiesen. Zu Mikulov gehört die Einschicht Vitiška (Wittichbaude).

### Nachbarorte
|                  | Altenberg                                   |                  |
| Moldava (Moldau) | Kompassrose, die auf Nachbargemeinden zeigt | Košťany (Kosten) |
|                  | Hrob (Klostergrab)                          |                  |

## Geschichte

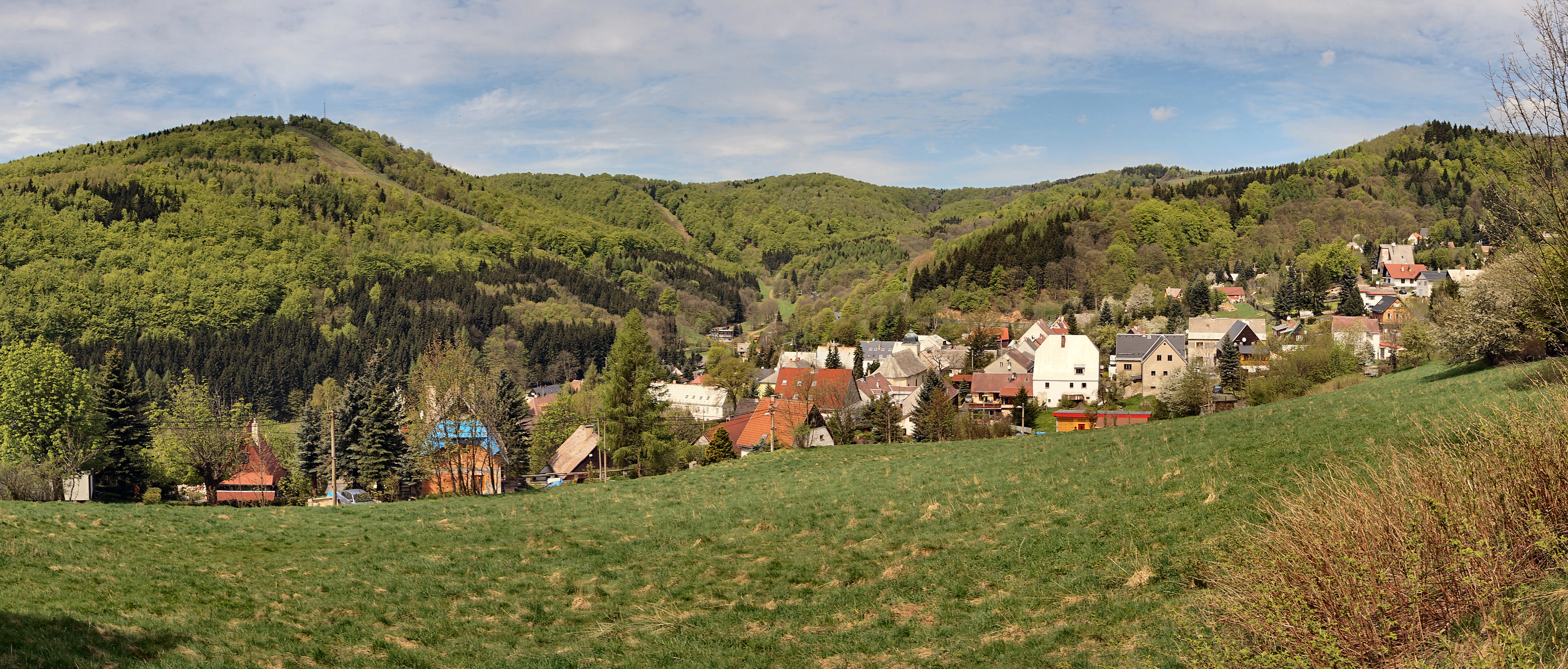
Die Bergstadt in ihrer Umgebung

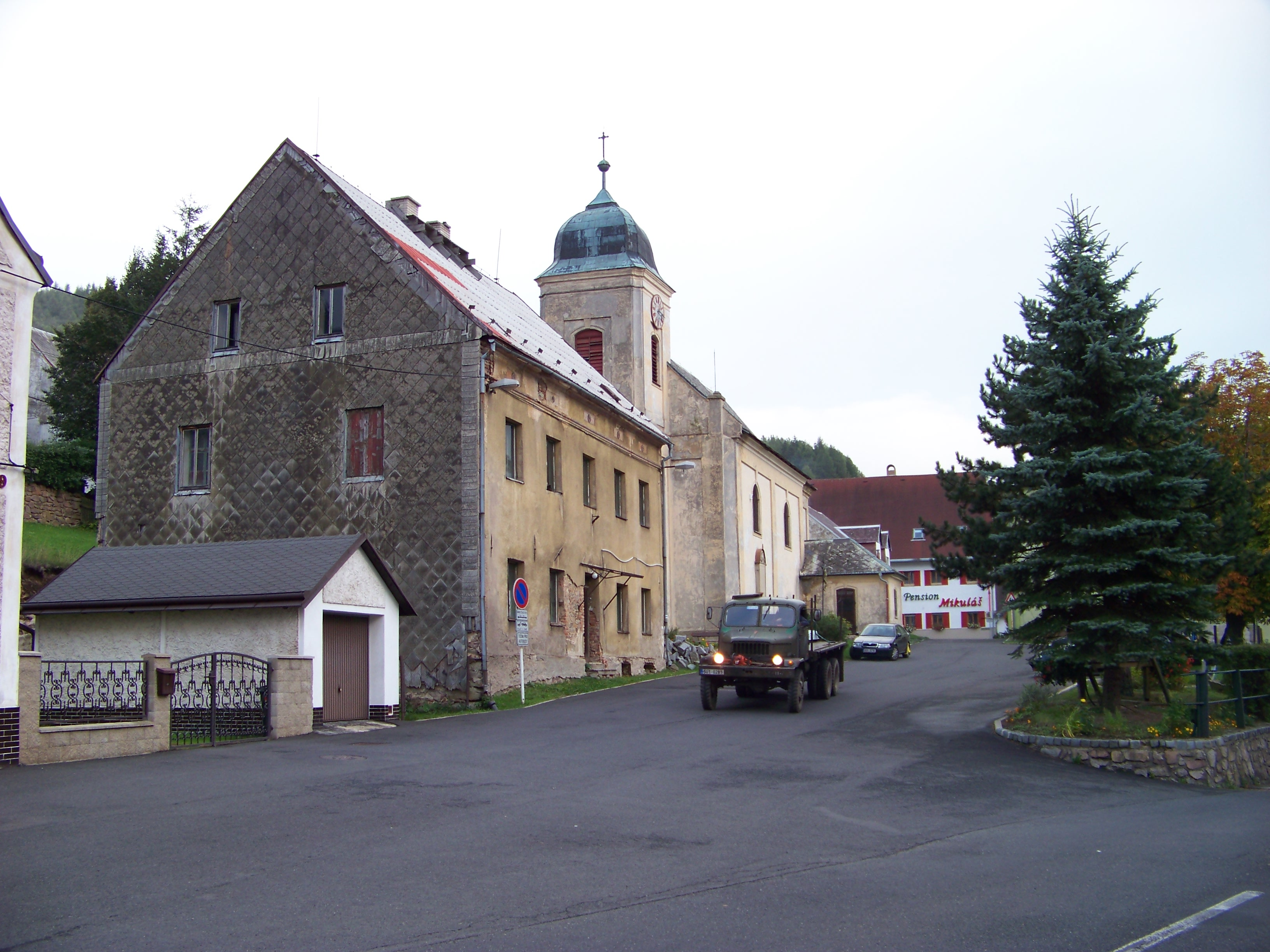
Straßenzug in Ortsmitte

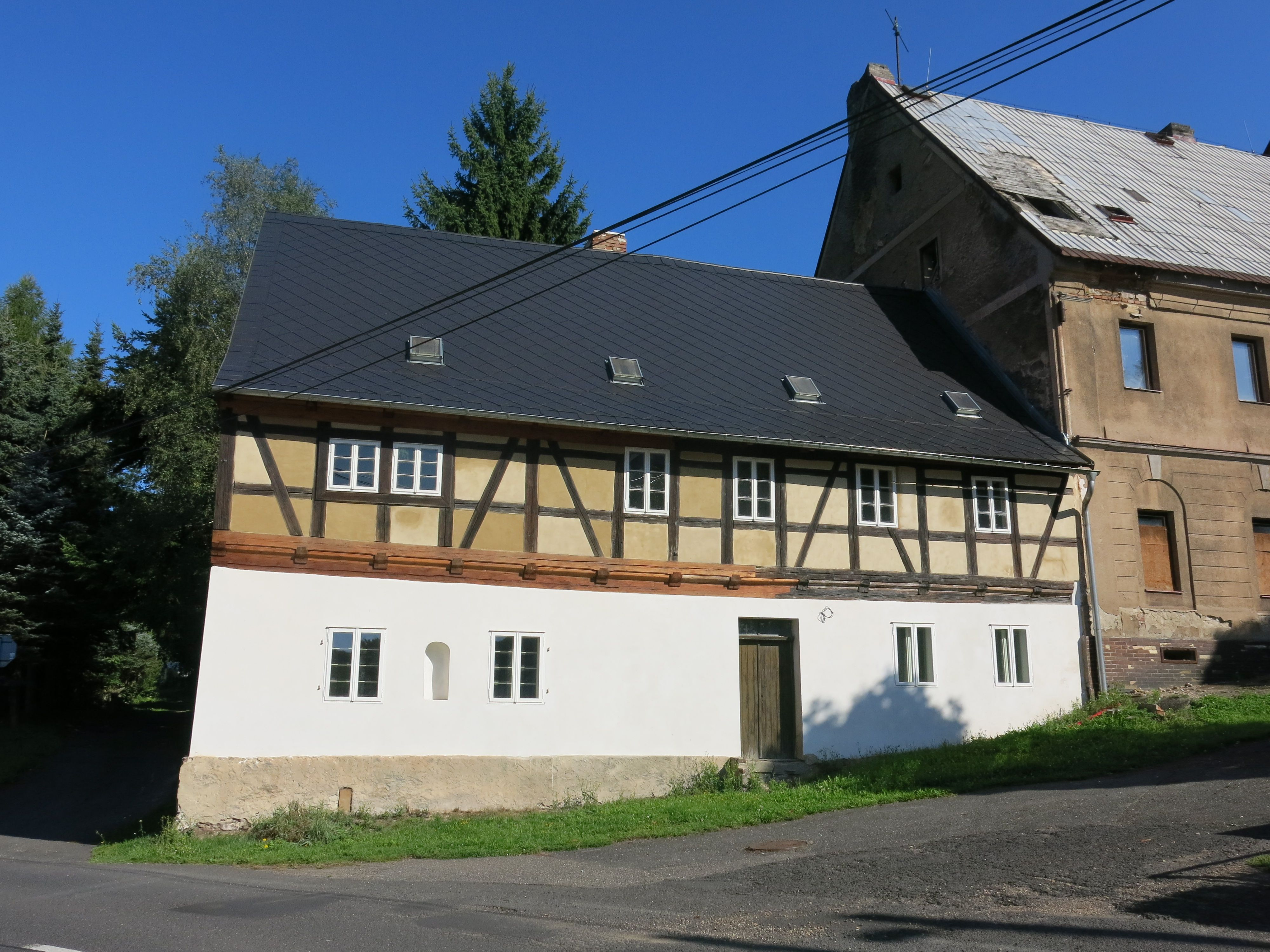
Umgebindehaus bei der Ortschaft

Gegründet wurde der Ort 1540 unter dem Namen Neuschellenberg als Ansiedlung sächsischer Bergleute durch den Grafen Lobkowitz. Die älteste Urkunde des Orts betrifft ein von Kaiser Ferdinand I. am 7. Mai 1543 den drei Gebrüdern Johann Litwin, Christoph und Wenzel von Lobkowitz auf Bilin, Tein und Dux erteiltes Privileg. Am 11. Februar 1554 gaben die Gebrüder Lobkowitz der Gemeinde eine gedruckte Bergordnung und vollzogen damit den ersten Schritt einer Entwicklung des Orts zur Bergstadt. Im Jahr 1596 verlieh Kaiser Rudolf II. der Ortschaft ein Stadtwappen und erhob sie zu einer Bergstadt. Die Privilegien des Städtchens wurden von den Landesfürsten bis ins 19. Jahrhundert regelmäßig bestätigt. Nach dem Erliegen des Bergbaus ernährte sich die Bevölkerung mühsam durch Feldwirtschaft. Seit Eröffnung der Bahnstrecke Most–Moldava, die früher auch als „Teplitzer Semmeringbahn“ bekannt war, entwickelte sich langsam der Tourismus, erst als Sommerfrische, später auch zum Wintersport.
Nach dem Ersten Weltkrieg wurde Niklasberg 1919 an die neu geschaffene Tschechoslowakei angegliedert. Aufgrund des Münchner Abkommens gehörte die Stadt von 1938 bis 1945 zum Landkreis Teplitz-Schönau, Regierungsbezirk Aussig, im deutschen Reichsgau Sudetenland. Die deutschen Einwohner wurden 1945 enteignet und vertrieben. Das Stadtrecht wurde entzogen.

### Demographie
Bis 1945 war Niklasberg überwiegend von Deutschböhmen besiedelt, die vertrieben wurden.
| Jahr | Einwohner | Anmerkungen        |
| ---- | --------- | ------------------ |
| 1830 | 571       | in 96 Häusern      |
| 1844 | 637       | in 110 Häusern     |
| 1857 | 620       | [ 10 ]             |
| 1869 | 531       |                    |
| 1880 | 564       |                    |
| 1890 | 576       |                    |
| 1900 | 606       |                    |
| 1910 | 664       |                    |
| 1921 | 612       | davon 595 Deutsche |
| 1930 | 739       | [ 12 ]             |
| 1939 | 561       | [ 12 ]             |

| Jahr      | 1950 | 1961 | 1970 | 1980 | 1991 | 2001 | 2011 |
| Einwohner | 271  | 220  | 186  | 136  | 143  | 150  | 218  |

## Wappen
Das von Kaiser Rudolf II. 1596 verliehene Stadtwappen zeigt auf einem Schild eine Stadtmauer mit Stadttor. Oberhalb des Stadttors ist der hl. Nikolaus mit Zepter dargestellt, unterhalb das Emblem des Bergbaus.

## Galerie

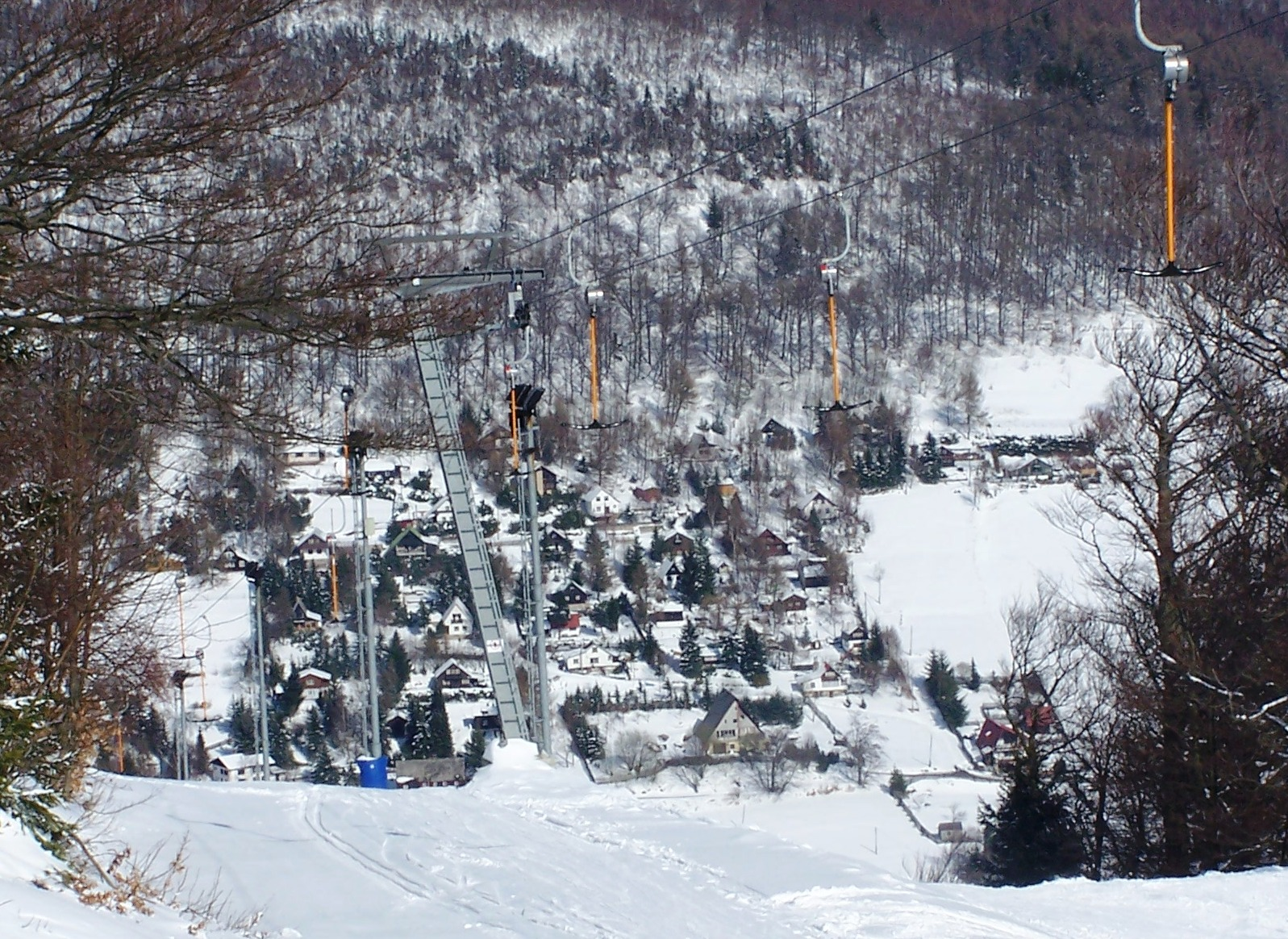
Ortschaft zur Winterzeit vom Stürmer aus gesehen
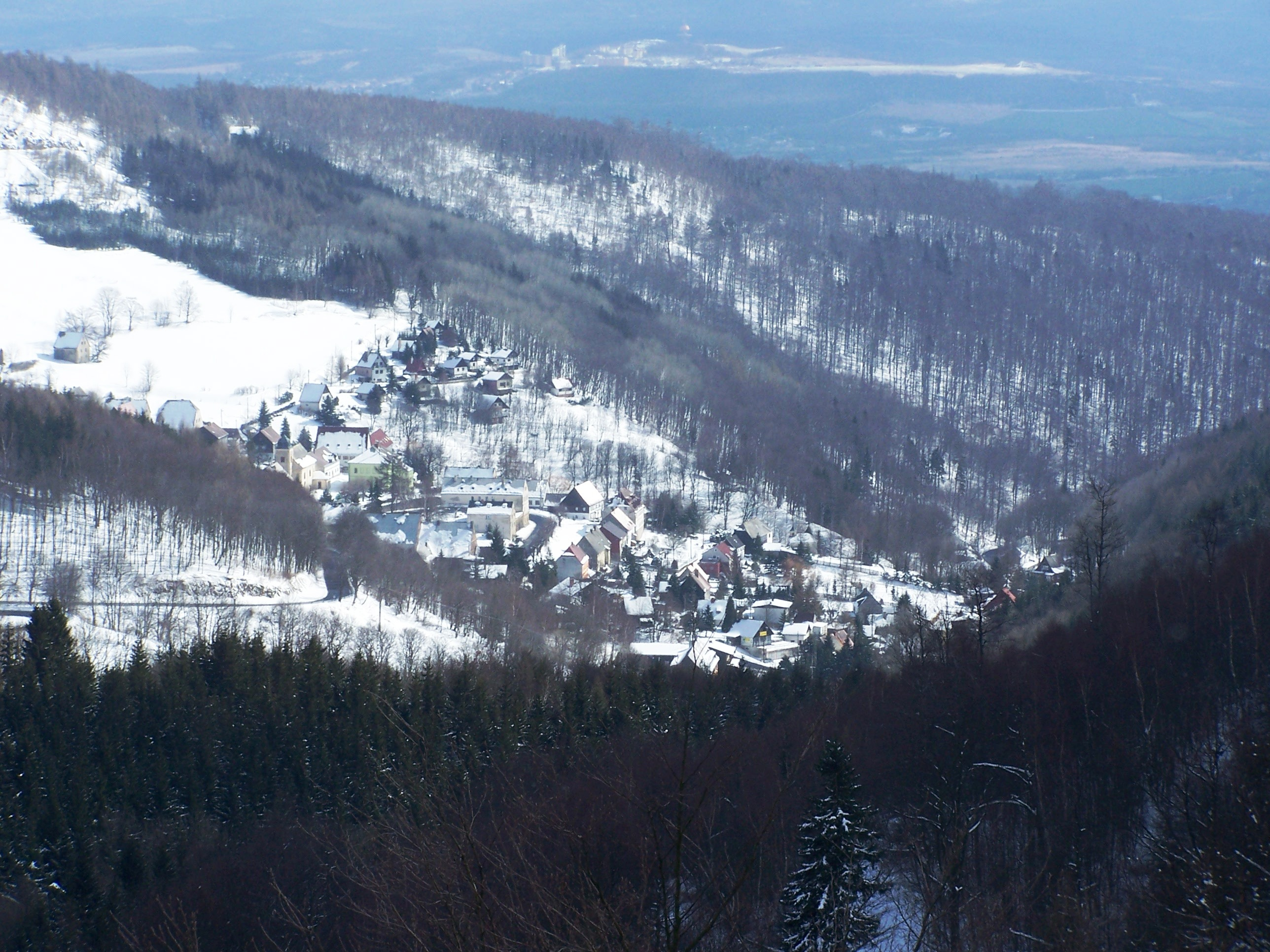